# エレール王国

エレール王国
Kingdom of Elleore

国の標語：不明
国歌：Ave nostre patria

エレール王国（えれーるおうこく、英語: Kingdom of Elleore）は、デンマークにあるミクロネーション。

## 歴史
島は、サマーキャンプとしての使用のために1944年にコペンハーゲンの教員のグループによって購入された。彼らは、デンマークの政府構造と王家の伝統の穏やかなパロディーとしての王国として「独立」を宣言した。王国の祖先は、「10世紀半ばに到着したアイルランドの修道僧」に遡ると言われている。1944年より前に、この島は主に、論争の的になっている映画「Løvejagten」が1907年に撮影された場所として知られている。